# Riera de Sentmenat
La riera de Sentmenat, també anomenada torrent de Guanta durant els seus primers quilòmetres, és un curs d'aigua vallesà que neix de la unió de diversos torrents provinents del turó de Sant Sebastià i del pic del Vent, al municipi de Caldes de Montbui. Passant pels vessants de la Roca del Corb, el torrent de Guanta forma un salt d'uns 40 metres d'alçada degut al tall de la roca. El salt, anomenat Salt de Guanta, només raja en època de pluges.
Poc després entra al Vallès Occidental i al passar per la urbanització de Can Vinyals rep per la dreta el torrent de Can Montllor, més tard passa pel poble de Sentmenat on rep el torrent de Cosidor. Finalment desemboca a la riera de Caldes a prop de Palau-solità i Plegamans. El 2011 s'ha executat un projecte per a renaturalitzar el tram inferior del riu i treure les espècies invasores.